# Togaj-Timurydzi
Togaj-Timurydzi (albo Toghaj-Timurydzi, Tukaj-Timurydzi) – dynastia pochodzenia mongolskiego, panująca w Złotej Ordzie w latach 1380 do 1502, a następnie w jej państwach sukcesyjnych – Chanacie Kazańskim (1438 – 1552), Krymskim (1449 – 1783) i Astrachańskim (1466 – 1557), oraz w Chanacie Buchary w latach 1599 – 1785.
Eponimicznym protoplastą rodu był Toga Temür, trzynasty syn Dżocziego, najstarszego syna Czyngis-chana. Togaj-Timurydzi żyli w Złotej Ordzie rządzonej przez potomków innego syna Dżocziego, Batu-chana (zm. 1255). Po raz pierwszy objęli oni władzę we wschodnim odłamie Złotej Ordy, Białej Ordzie. Wbrew często powtarzanym twierdzeniom już Urus-chan (1374 – 1376), a nie dopiero Tochtamysz (ok. 1377/1378 – 1395), był władcą Białej Ordy należącym do Togaj-Timurydów. Urus-chan kazał zabić zbuntowanego przeciw niemu ojca Tochtamysza, namiestnika Mangyszłaku Tuj Chodżę. Tochtamyszowi udało się zdobyć poparcie Timura, i wzmocniony tym sojuszem w rezultacie kilkuletnich walk z Urusem, a następnie jego dwoma synami, zdobył władzę w Białej Ordzie w roku 1377 lub 1378. Następnie, wykorzystując klęskę emira Mamaja w bitwie na Kulikowym Polu, udało mu się w roku 1380 pokonać tego faktycznego władcę Złotej Ordy i tym samym zagarnąć jej tron dla siebie. Dalsze panowanie Tochtamysza było naznaczone nieszczęśliwymi walkami najpierw z Timurem, a potem Edygejem, które doprowadziły do utraty przez niego tronu w roku 1395 i gwałtownej śmierci podczas jednej z kolejnych prób jego odzyskania w roku 1406, a także ruiny Złotej Ordy. Mimo to aż do końca istnienia Złotej Ordy rządzili nią Togaj-Timurydzi – potomkowie Urus-chana lub Tochtamysza.
W roku 1438 jeden z Togaj-Timurydów, Uług Mehmed (zm. 1446), po nieudanej walce o przejęcie władzy w Złotej Ordzie założył państwo z ośrodkiem w Kazaniu (Chanat Kazański), które pod rządami jego potomków przetrwało aż do podboju przez Iwana Groźnego w roku 1552. Z kolei bratanek Uług Mehmeda, Hadżi Girej (1449 – 1466), założył na Krymie Chanat Krymski, który pod rządami wywodzącej się od niego dynastii Girejów przetrwał aż do roku 1783. Kolejne państwo powstałe w wyniku rozpadu Złotej Ordy, Chanat Astrachański, w roku 1466 założyli potomkowie chana Küczük Mehmeda (ok. 1435 – ok. 1465). Chanat Astrachański został zajęty przez Iwana Groźnego w roku 1557, jednak jeden z członków miejscowej dynastii, Dżani Muhammad, uciekł do rządzonego przez Szejbanidów Chanatu Buchary. Tam wziął on za żonę córkę chana Abdallaha II (1557 – 1598), zaś kiedy po jego śmierci władza Szejbanidów załamała się chanem Buchary został syn Dżaniego Muhammada, Baki Muhammad (1599 – 1605/1606). Założoną przez niego dynastię, która panowała w Bucharze do roku 1785, w Azji Środkowej nazywano Dżanidami, albo Asztarchanidami, ponieważ wywodzili się z Astrachania.